# Kupeornis chapini
Kupeornis chapini là một loài chim trong họ Leiothrichidae.